# 1382
1382. је била проста година.

## Догађаји
- Википедија:Непознат датум — Устанак буздована
- Википедија:Непознат датум — Московски устанак (1382)
- Википедија:Непознат датум — У Египту на мамелучки престо долази Бурџи династија

## Смрти
- Википедија:Непознат датум — Лудовик I Анжујски - угарски краљ. (* 1326)